# 디텍티브 나이트: 가면의 밤
《디텍티브 나이트: 가면의 밤》(영어: Detective Knight: Rogue)는 2022년에 개봉한 미국의 액션, 범죄, 스릴러 영화이다.
 에드워드 드레이크가 감독을 코리 라지가 각본을 맡았다.
 미국은 2022년 10월 21일에 대한민국은 2023년 2월 8일에 개봉되었다.

## 줄거리
LA에서 발생한 강도사건에서 나이트와 함께 현장에 나간

동료 형사 피츠제렐드가 총에 맞아 혼수상태에 빠지게 되고

범인들을 찾기 위해 나이트는 또 다른 형사 상고와 단서를 발견하고

이들이 전직 스포츠 선수이며 뉴욕에 불법 도박업자 위나와 관련있음을

알게 된 나이트는 상고와 뉴욕으로 향하게 되는데...

## 출연진

### 주연
- 브루스 윌리스 - 제임스 나이트 역

### 조연
- 로슬린 먼로 - 피츠제럴드 역
- 지미 장 루이스 - 고드윈 상고 역
- 보 머초프 - 케이시 로즈 역
- 코리 라지 - 머서 역
- 조니 메스너 - 브리가 역
- 마이클 에크런드 - 위나 역
- 코디 키어슬리 - 데이전 역
- 존 카시니 - 바세티 역
- 헌터 데일리 - 릴리 역
- 엘리스 코머 - 클라라 역